# مینا پوپوویچ
مینا پوپوویچ (سیریلیک صربی: Мина Поповић؛ زادهٔ ۱۶ سپتامبر ۱۹۹۴) بازیکن والیبال زن اهل صربستان است.